# Lamrabih
Lamrabih (franska: Lamrabih (CR), Lamrabih (Commune Rurale), arabiska: سيدي أحمد الشريف) är en kommun i Marocko.   Den ligger i provinsen Sidi Kacem och regionen Rabat-Salé-Kénitra, i den nordöstra delen av landet, 140 km öster om huvudstaden Rabat. Antalet invånare är 20 187.